# Таврические епархиальные ведомости
«Таврические епархиальные ведомости» — офіційний орган Таврійської православної єпархії, який видавався в Сімферополі упродовж 1869—1917. 1869—93 виходили двічі, 1894—1900 — чотири рази, 1901—05 — двічі, 1906—16 — тричі на місяць. Складалися з двох частин: офіційної та неофіційної. Із 1906 неофіційна частина виходила за розширеною програмою під назвою «Таврический церковно-общественный вестник», але під однією обкладинкою з офіційною частиною. В офіційній частині друкувалися урядові постанови, розпорядження Найсвятішого Синоду, керівництва єпархії та ін. У неофіційній — розвідки та матеріали з обсягу повсякденного життя православного духовенства Криму та Півд. України, історико-статистичні описи місцевих парафій, церковної історії та ін. Вміщувалися праці з етнографії, археології, а також статті на актуальні теми тогочасного духовного, культурно-освітнього та громадського життя, богословські праці, спогади, епістолярій, некрологи та ін. Публікувалися розвідки, присвячені історії окремих монастирів, храмів, церковних святинь, ікон та ін. Окрім того, друкувалися студії з історії Криму доби античності та середньовіччя, приєднання півострова до Російської імперії, Кримської війни 1853—1856 та ін. Значна увага приділялася висвітленню історії християнства в Криму. Вміщувалися статті та матеріали, присвячені окремим місцевостям та містам: Бахчисараю (1899, № 17), Судаку (1907, № 6—12) та ін. На сторінках «Т.е.в.» публікували розвідки та матеріали відомі церковні діячі, вчені, публіцисти та письменники, зокрема П.Вікторовський, О.Іванов, Ф.Лашков, А.Маркевич, В.Михайловський, О.Накропін, О.Некропос, В.Томкевич, М.Феофілов, М.Шведов та ін. Як додатки до «Т.е.в.» видавалися протоколи з'їздів місцевого духовенства та ін.